# Папа Иноћентије VIII
Папа Иноћентије VIII (лат. Innocentius VIII; Ђенова, 1432 - Рим, 25. јул 1492) је био 213. папа од 7. септембра 1484. до 25. јула 1492.